# ۵۶۱ (پیش از میلاد)
۵۶۱ (پیش از میلاد) ۵۶۱مین سال قبل از تقویم میلادی است.